# TrueOS
TrueOS (precedentemente noto come PC-BSD o PCBSD) era un sistema operativo di tipo UNIX orientato al desktop e basato sulle versioni più recenti di FreeBSD-CURRENT.  L'obiettivo era quello di facilitare l'installazione tramite interfaccia grafica, rendendolo pronto all'uso, fornendo KDE SC, Lumina, LXDE, MATE o Xfce come ambiente desktop. Forniva driver binari Nvidia e Intel per accelerazione hardware e un'interfaccia desktop opzionale 3D tramite KWin e Wine, quest'ultimo eseguiva software di Microsoft Windows. TrueOS era in grado di eseguire software Linux oltre a quello della raccolta FreeBSD Ports, e disponeva di un proprio package manager .txz che consentiva agli utenti di installare graficamente i pacchetti software preinstallati da un singolo link di download, unico nel caso della gestione di sistemi BSD.
TrueOS supportava ZFS e il programma di installazione offriva GELI, un sistema di crittografia a blocchi per dischi scritto per FreeBSD, ciò permetteva la richiesta di una passphrase prima dell'avvio.
TrueOS è stata fondato dal professionista FreeBSD Kris Moore all'inizio del 2005 come PC-BSD. Nell'agosto 2006 è stato votato come il sistema operativo più amichevole da OSWeekly.com.

Il 10 ottobre 2006 PC-BSD è stato acquisito da iXsystems fornitore di soluzioni hardware di classe enterprise IXsystems. Kris Moore era sviluppatore a tempo pieno e leader del progetto. Nel novembre 2007, iXsystems aveva stipulato un accordo di distribuzione con Fry's Electronics in cui Fry's Electronics distribuiva in tutto il paese copie in scatola di PC-BSD versione 1.4 (Da Vinci Edition). Nel gennaio 2008, iXsystems  stipulò un accordo simile con Micro Center.
Il 1 ° settembre 2016 il team PC-BSD ha annunciato che il nome del sistema operativo sarebbe stato cambiato in TrueOS. Insieme al rebranding, il progetto era diventato anche una distribuzione rolling release basata sul ramo FreeBSD-CURRENT.
Il 15 novembre 2016 TrueOS ha iniziato la transizione da rc.d di FreeBSD a OpenRC come sistema di init predefinito. A parte Gentoo / Alt, dove OpenRC è stato inizialmente sviluppato, questo era l'unico altro sistema operativo basato su BSD che utilizzava OpenRC.
Il progetto è stato poi abbandonato.